# Alfonso Visconti
Alfonso Visconti (né en 1552 à Milan, en duché de Milan, alors capitale du duché de Milan et mort le 19 septembre 1608 à Macerata) est un cardinal italien du XVIe siècle et du début du XVIIe siècle. Il est un neveu du cardinal Antonmaria Sauli (1587). D'autres cardinaux de sa famille sont Carlo Visconti (1565) et Antonio Eugenio Visconti (1771).

## Biographie
Alfonso Visconti est protonotaire apostolique et référendaire au tribunal suprême de la Signature apostolique. Il est lieutenant de l'auditeur de la chambre apostolique pendant le pontificat Sixte V (1585-1590), nonce apostolique en Autriche (en) (1589-1590) et gouverneur de Borgo. Visconti est élu évêque de Cerva en 1591 et est nonce apostolique en Hongrie en 1595-1598. 
Le pape Clément VIII le crée cardinal lors du consistoire du 3 mars 1599. 
Le cardinal Visconti participe aux deux conclaves de 1605 (élection de Léon XI et Paul V). Il est légat apostolique à Marche d'Ancône et président de la ville et de l'état d'Ascoli.

## Succession apostolique
Alfonso Visconti a ordonné les évêques suivants :
- Évêque Filippo Gesualdo, O.F.M. Conv. (1602)
- Cardinal Giovanni Delfino (1603)
- Évêque Francesco Persico (1605)
- Évêque Fabrizio Paolucci (1605)
- Cardinal Paolo Emilio Sfondrati (1607)